# 제1기동함대
제1기동함대(第一機動艦隊 다이이치키도칸타이[*])는 주력 항공모함과 호위함을 통합적으로 지휘통제할 목적으로 편성된 일본 제국 해군의 함대이다.

## 역사
1944년 3월 1일 창설되었다.
6월 9일, 마리아나 해전에서 제1기동함대는 300기 이상의 항공기를 격추당하여 전력을 거의 잃었고, 난전으로 혼돈의 영향으로 아군 사격도 일어나 막대한 피해를 입으므로서 마리아나 해전에서 졌다. 곧바로, 피해복구를 위해 본토로 귀환하였다. 얼마 지나지 않아 제2함대는 첩호 작전을 위해 남쪽으로 이동하였다.
함대는 10월 23일부터 레이테만 전투에 참전하였는데, 제3함대가 엔가뇨 곳 해전에서 항공모함 4척을 잃었다.
11월 15일, 존재의의가 없어진 제1기동함대는 제3함대와 함께 해체되고, 제2함대는 연합함대로 다시 전속하였다.

## 조직

### 지휘부
사령장관
1. 중장 오자와 지사부로; 1944년 3월1일 ~ 1944년 11월 15일

참모장
1. 소장 고무라 게이조; 1944년 3월 1일
2. 소장 오무라 스에오; 1944년 10월 1일 ~ 1944년 11월 15일

### 전투 서열
- 일본 제국 해군의 전투 서열 (1944년 4월 1일)#제1기동함대, 전시편제제도 개정 이후
- 필리핀해 해전의 전투 서열
- 일본 제국 해군의 전투 서열 (1944년 8월 15일)#제1기동함대, 마리아나 해전 이후
- 레이테만 전투의 전투 서열

## 참전
- 마리아나·팔라우 제도 전역
  - 필리핀해 해전/마리아나 해전
- 필리핀 전역 (1944년~1945년)
  - 레이테만 전투

## 참고

### 인용
1. ↑  別冊歴史読本72 2004, 74쪽.
2. ↑  戦史叢書77 1974, 318쪽.
3. ↑  別冊歴史読本72 2004, 113쪽.

### 자료
- 《空母機動部隊》. 別冊歴史読本永久保存版 (일본어) 72. 新人物往来社. 2004년 1월. ISBN 978-4404030726.
- 防衛研究所戦史部 (1974). 《大本営海軍部・聯合艦隊(3)昭和十八年二月まで》. 戦史叢書 (일본어) 77. 朝雲新聞社. ASIN: B000J9E2HO.